# スタニスラフ・アポリーン
スタニスラフ・アポリーン（Stanislav Apolín, 1931年2月20日 - 2010年9月24日）は、チェコのチェロ奏者。

## 経歴
1931年、プルゼニ州セチ生まれ。1945年から1949年までブルノ音楽院で学び、1949年から1953年年までヤナーチェク音楽院でヴァーシャ・チェルニーに師事した。1953年からヤナーチェク音楽院の大学院に進学し、1956年から同音楽院の講師を務めつつ、1957年から1960年までムスティスラフ・ロストロポーヴィチの下に通って研鑽を積んだ。
またヤナーチェク音楽院の在学中から、ヴァイオリニストのアントニーン・モラヴェッツ、ピアニストのミラン・マシャとピアノ三重奏団を結成して演奏活動を行い、同音楽院の講師になった頃からラドスラフ・クヴァピルとデュオを組んでいた。
教育者としては、1962年からプラハ音楽院に転任して1965年まで後進の指導に当たり、1968年からはヤナーチェク音楽院に戻り、1970年から1972年までベオグラード音楽院でチェロを講じた。
2010年にプラハにて死去。